# Rogue Trooper (игра, 2006)
Rogue Trooper — игра, разработанная компанией Rebellion Developments и изданная Eidos Interactive в 2006 году для платформ Windows, PlayStation 2 и Xbox. Игра представляет собой научно-фантастический боевик от третьего лица (third-person shooter) по одноимённому комиксу. В 2009 году игра вышла для Wii. В 2017 году вышло обновлённое издание Rogue Trooper Redux для Windows, PlayStation 4, Xbox One и Nintendo Switch.

## Игровой процесс
Игроку предстоит поучаствовать в конфликте между Севером (North) и Югом (South), управляя генетическим пехотинцем (Genetic Infantry, GI) по имени Роуг (Rogue). Используя футуристическое снаряжение вроде ранца-помощника, многофункциональной винтовки и биочипов, копирующих личности, игрок должен убить генерала-предателя, сообщившего Северу координаты высадки десанта генетической пехоты. В игре реализована полноценная система укрытий, компьютерный интеллект среднего уровня, а также множество стилей прохождения и тактических возможностей.

## Сюжет
После разрушительной мировой войны на Земле сложилось военно-политическое равновесие между двумя блоками — тоталитарным Северным Союзом (Германия и Россия) и демократической Южной Конфедерацией (США, Великобритания и ряд других стран). В погоне за превосходством обе стороны начали активную колонизацию космоса. Когда было открыто, что черные дыры могут использоваться для моментальных сверхсветовых переходов, колонизированная южанами планета Новая Земля (Nu-Earth), расположенная в системе из двух звезд и чёрной дыры, приобрела ключевое стратегическое значение. Северный союз предпринял попытку отбить ценную систему.
Двадцать лет войны с массированным применением всех видов оружия массового поражения превратили Новую Землю в токсичный ад. Стало невозможно находиться на открытом воздухе без костюмов химической защиты, ставших стандартным предметом экипировки обеих армий. Северяне сделали ставку на тяжелую технику и численность пехоты, оборудованной более примитивными дыхательными аппаратами. Технологическое превосходство Южан привело к сведению войны в патовую ситуацию. В попытке переломить ситуацию, Южане в ходе долгих лет разработок создали генетически модифицированных солдат, способных не просто выживать, но процветать в условиях планеты. Генетическая пехота невосприимчива практически ко всем ядам и химикатам, в результате чего может обходиться без громоздких костюмов химической защиты на отравленной войной поверхности планеты. Вследствие этих модификаций у пехотинцев синяя кожа и полностью белые глаза без видимых зрачков. Генетические солдаты-клоны растут и развиваются быстрее обычных людей, в результате чего на то, чтобы вырастить и обучить одно поколение уходит намного меньше времени (18 месяцев до начала обучения).
В каждого пехотинца вживляется чип, копирующий личность, который может быть извлечён из него и вставлен впоследствии в снаряжение другого пехотинца (позволяя пользоваться навыками погибшего товарища) или же в нового клона, чтобы не растрачивая приобретённых навыков, сразу же возвратиться к войне в составе нового поколения клонов. В чипы вмонтирован механизм самоуничтожения, который стирает чип по прошествии 60 секунд после извлечения из снаряжения или тела. По сюжету, игрок обзаведётся чипами всех своих напарников из команды, что позволит ему слушать их комментарии и пользоваться их навыками:
- Первый чип извлекается из Ганнера (Gunner, англ. «Стрелок»). Помогает точнее целится по врагам, а также использовать основное оружие — Автомат генетической пехоты — как турель для прикрытия, отвлечения внимания и др. Примечательно, что в режиме турели патроны не расходуются, что может быть использовано как чит.
- Второй чип извлекается из Бэгмена (Bagman, англ. «Носильщик»). Позволяет производить снаряжение (патроны, аптечки, гранаты) из найденных и извлечённых из павших врагов материалов, а также создавать подствольные вспомогательные оружия и улучшения снаряжения.
- Третий чип извлекается из Хелма (Helm, англ. «Шлем»). Он позволяет точнее локализовать врагов на индикаторе, взламывать охранные системы, а также использовать голограмму для обмана врагов и привлекать внимание противника для заманивания его в ловушку.

Все три чипа постоянно обмениваются репликами, сообщая игроку важную информацию или просто комментируя происходящее.
В ходе игры игрок может использовать два вида оружия: универсальный «автомат генетического пехотинца» и пистолет, а также различные подствольные виды оружия и четыре вида гранат. Патроны и гранаты производятся Бэгмэном из найденных материалов (снятых с убитых врагов либо найденных трофеев) и приобретаются через меню производства. Особенностью является то, что игрок не может сам перезаряжать оружие — новые боеприпасы подает Бэгмен при исчерпании магазина либо при перерыве в стрельбе.

### События игры
Игра начинается с высадки десанта генетической пехоты в Кварцевой зоне на северо-восточном побережье Нордланда. Однако Северяне как-то узнали о предстоящей высадке и встретили десант в полной боеготовности. Выжившие генпехи пытаются объединиться и наладить оборону. Роуг встречает Ганнера, которого через несколько минут смертельно ранит Кашан-пехотинец (спецназовец Северян), а затем Бэгмена, который погибает от травм, нанесенных бурильным зондом (подземным транспортом северян), но Роуг даёт им вторую жизнь, вживив их биочипы в своё снаряжение (винтовку и рюкзак соответственно). От Хелма поступает сообщение, что остаткам генетической пехоты приказано отступать на побережье Оранжевого моря, откуда их эвакуируют.
Осваиваясь с новыми возможностями Бэгмена и Ганнера, Роуг пробивается на побережье, встречая Хелма. Подходы к берегу блокирует адское орудие — мощная плазменная пушка северян. Хелм отправляет Роуга нейтрализовать его, а сам уводит выживших к берегу. Роуг нейтрализует орудие, появляются десантные катера… северян, расстреливающие выживших солдат. Раненого Хелма подбирает один из катеров. Спасшийся Роуг получает сообщение, что Хелма увозят на базу ВМФ к югу. Проигнорировав приказ эвакуироваться, он отправляется спасать друга.
На линкор, куда доставили Хелма, возвращается его командир — садистичная капитан Наташа, получившая от гранд-адмирала Хоффы приказ уничтожить всех генпехов, однако решившая провести несколько «экспериментов» с Хелмом. Тем временем Роуг пробивается через базу на корабль, убивает Наташу (сама сцена убийства не показана), однако незадолго до этого она успела ввести Хелму единственный токсин, который действует на генпехов (по оригинальным комиксам, это т. н. «Киноварь» — ретровирус, «откатывающий» генные модификации, делающие солдата неуязвимым к токсинам окружающей среды). Роуг вырезает у него чип и вставляет в шлем, после чего воссоединившаяся команда отправляется на охоту за зачинщиком резни в Кварцевой зоне — гранд-адмиралом Хоффой, которого перед пытками Хелма упомянула Наташа, чтобы наказать злодея за эту выходку.
Роуг и компания атакуют станцию связи Северян на побережье, получая информацию о том, что через три дня у Хоффы состоится важное совещание в городе Nu-Pare (Новый Париж). По новостным каналам юга сообщается, что один из генетических пехотинцев дезертировал. Полковник разведки южан Коверт приказывает ещё одному генпеху — женщине — найти его. Пробиваясь через занятый северянами город, Роуг добирается до собора, в котором проходит встреча. Тем временем Хоффа встречается с неизвестным со знаками различия Юга, передавшим ему информацию о десантной операции в Кварцевой зоне. Услышав звуки боя и во избежание раскрытия своей личности, предатель сбегает, прострелив окно и оставив Хоффу умирать от токсичного воздуха. В обмен на обещание не убивать его Хоффа сообщает Роугу, что генпехов предал один из генералов Южан. Роуг бросается в погоню, бросив Хоффу умирать — он пообещал не убивать его, а не спасти.
Предатель сбегает на командирской хоппе — местном аналоге вертолета. Угнав при помощи Хелма десантную хоппу и заняв место бортстрелка, Роуг бросается в погоню. После погони над городом и в тоннелях под ним, они вылетают к дамбе расположенного за городом водохранилища. Роугу приходиться высадиться и нейтрализовать два адских орудия на дамбе. Наконец, после продолжившейся погони герои настигают предателя у побережья моря и сбивают его, однако тот успевает сбежать. Роуг осматривает место крушения и находит повреждённую эмблему южан с генеральскими звёздами, что натолкнуло Роуга и его товарищей на мысль, что генпехи и южане оказались преданы их же собственным командиром. Хелм ловит сигнал с базы северян неподалёку, где возможно и затаился генерал-предатель. Роуг и компания направляются туда, чтобы найти генерала и наказать его за измену. В это время его замечает отправленная Ковертом женщина-генпех и следует за ним. Роуг добирается до тайной базы северян, расположенной на старом сбитом спутнике южан. Командир базы тем временем сообщает верховному командованию Нордланда о том, что пару часов назад один из его патрулей подобрал генерала южан, который сильно обгорел, но согласился сотрудничать, предоставив информацию в обмен на собственную безопасность. Командир поясняет, что этот человек — виновник резни в Кварцевой зоне. Осознав, что к северянам заявился генерал-предатель, командование приказывает переправить его к ним, чтобы он передал сведения о позициях южан в Новой Атланте, которые необходимо разбить. Командир базы также объясняет, что за генералом-предателем охотится некто по имени Роуг. Вспомнив изученные рапорты, командование приходит к выводу, что именно Роуг убил гранд-адмирала Хоффу (хотя это не так) и приказывает командиру базы организовать для Роуга достойную встречу. Роуг штурмует базу и добирается до медицинского отсека, где находит предателя. Роуг стреляет в него, но тот оказывается голограммой и тут Роуга берут в плен подоспевшие северяне-пехотинцы. Предатель все же решает показаться Роугу на глаза — это действительно генерал южан, но в результате авиакатастрофы оказался страшно обезображен. Командир базы забирает автомат Роуга вместе с чипом Ганнера, который позднее выбрасывает, ставя под угрозу стирания. Роуга уводят на казнь, но его спасает генпех-женщина по прозвищу «Венера», посланная Ковертом для «подстраховки» Роуга. Вместе они убивают командира базы и спасают чип Ганнера от стирания, но предатель уже скрылся. Однако Ганнер слышал, как тот говорил о начале наступления на Новую Атланту. Роуг отправляется на катере к линии фронта, а Венера остается прикрывать его отход.
С Роугом связывается полковник Коверт, сообщивший ему, что северяне перешли в полномасштабное наступление. Их главная цель — Переправа Харпо, захват которой откроет им беспрепятственный путь на всю южную часть континента DIX-1, где разворачивается действие игры. Роуг добирается до ремонтного завода южан на побережье, где находится ховер-поезд, на котором можно быстрее всего добраться до Харпо. У завода идут жестокие бои. Роуг спасает нескольких выживших солдат Южан и активирует автоматическую систему защиты базы. Далее нужно обеспечить эвакуацию из Новой Атланты, однако путь десантным катерам преградили три подлодки северян. Роуг уничтожает их при помощи адского орудия. Наконец, выжившие собираются у поезда и эвакуируются.
Поезд с Роугом и южанами, движущийся по скоростной трассе через зараженные пустыни, подвергается атаке авиации северян и преданных им кочевников — Наездников Стаммель. Роуг отбивает атаки при помощи двух турельных пулеметов и зенитки, однако саперы северян подрывают мост через ущелье и поезд падает вниз, в Окаменелый лес. Генерал-предатель тем временем получает информацию о том, что даже если Роуг выжил при крушении, ему не выжить в окаменелом лесу, однако для подстраховки отправляет туда лучшего снайпера Северян — Моргена, имеющего на счету больше тысячи убитых. Войска Северян, тем временем, готовятся к удару по Переправе Харпо.
Пробиваясь вместе с двумя выжившими южанами через кишмя кишащий северянами и мутировавшими пауками лес, Роуг находит заброшенный гидропонный комплекс, откуда связывается с Ковертом. Северяне начали штурм Харпо. Коверт сообщает, что у побережья Роуга будет ждать десантный катер. В это время героя обнаруживает Морген и пытается убить его — начинается поединок снайперов. В ходе снайперского поединка Роугу удается ранить Моргена выстрелом в голову, однако прибывают подкрепления северян. Выжившие южане остаются их задержать, а герой направляется к берегу. Выживший благодаря бронированной маске Морген сообщает на базу северян в ущельях, что Роуг идет к ним и его нужно остановить. Роуг пробивается к побережью через ущелье гор Охарк и расположенную в нём геотермальную электростанцию северян. Наконец, он добирается до берега и на оставленном Ковертом катере отправляется к Харпо, чтобы помочь Южанам защитить город и наказать предателя.
На пристани Роуга встречает Коверт, сообщающий ему, что предатель находится на своем командном пункте, расположенном на небоскребе в центре города. Штурм города ведут «старые знакомые» из Кварцевой зоны — Кашаны (на переправе Харпо основными врагами будут только они). С тяжелыми боями Роуг пробивается к центру города, где его снова замечает Морген — на этот раз предатель выдал ему украденные им у Южан патроны с «киноварью», которая была разработана ими на случай мятежа генпехов. Постоянно прибывающие отряды Кашанов мешают герою сосредоточиться на снайпере, однако появляется Венера, отвлекающая северян-спецназовцев на себя. Наконец, Роугу удается окончательно победить Моргена — на этот раз тот «для страховки» упал с балкона небоскреба, откуда вел огонь. Роуг заходит в небоскрёб и сообщает Коверту, что он приближается к своей заветной цели — генералу-предателю. Коверт желает ему удачи и велит своим бойцам поднимать свои хоппы в воздух. Наступает решающая финальная битва.
Роуг находит предателя, но тот защищен непробиваемым энергетическим щитом и спускает на героя все новые отряды северян при поддержке бронетехники и авиации. Выведя из строя три генератора щита, Роуг ранит предателя и собирается убить, но в этот момент здание подвергается атаке возглавляемой Ковертом авиации южан, в результате которой все северяне гибнут. Высадившись, тот приказывает найти тела предателя и Роуга, однако попадает герою на мушку. Коверт пытается оправдываться, что просто хотел убедиться в том, что предатель будет убит, и соблазняет героя шансом снять обвинения и вырастить новые тела для его товарищей. Однако биочипы, а с ними и Роуг отказываются, так как они солдаты, а не шпионы или убийцы, и улетают на хоппе южан в неизвестном направлении. Коверт приказывает отпустить его — он пригодился один раз, может пригодиться и в будущем. Тем временем, солдаты южан, искавшие выживших, находят предателя, который также выжил. Приборы ошибочно выдали его за южанина и они бегут за медиками, однако оклемавшийся предатель лишь выхватывает пистолет и подло стреляет им в спину — на этом моменте игра заканчивается.

## Отзывы
| Сводный рейтинг | Сводный рейтинг | Сводный рейтинг | Сводный рейтинг | Сводный рейтинг | Сводный рейтинг |
| Издание         | Оценка          | Оценка          | Оценка          | Оценка          | Оценка          |
| Издание         | PC              | PS2             | PS4             | Wii             | Xbox            |
| --------------- | --------------- | --------------- | --------------- | --------------- | --------------- |
| GameRankings    | 71,90 %         | 72,23 %         | 61,00 %         | 75,00 %         | 72,99 %         |

Игра получила положительные отзывы от критиков. В 2006 году игра номинировалась на премию BAFTA в номинациях «Лучший персонаж» и «Лучшее игровое повествование».